# Waldkirchen am Wesen
Waldkirchen am Wesen är en ort och kommun i Österrike. Den ligger i distriktet Schärding i förbundslandet Oberösterreich, 190 kilometer väster om huvudstaden Wien.
Kommunen består av 25 orter (Ortschaften) (inom parentes invånarantal 1 januari 2024):

- Aichberg (101)
- Atzersdorf (106)
- Buchen (36)
- Dankmairing (34)
- Edt (25)
- Erledt (31)
- Voredt (33)
- Graben (16)
- Hundorf (26)
- Kager (24)
- Kühdoppl (14)
- Mühlberg (38)
- Oberngrub (24)
- Ort (14)
- Pasching (10)
- Ratzling (51)
- Saulehen (11)
- Schickedt (12)
- Schützenedt (12)
- Sittling (17)
- Straß (16)
- Vornwald (35)
- Waldkirchen (187)
- Wesenufer (214)
- Wimm (79)